# Test pierwszości AKS
Test pierwszości AKS (lub test pierwszości Agrawal-Kayal-Saxena) – deterministyczny test pierwszości opublikowany przez Manindra Agrawal, Neeraj Kayal i Nitin Saxena z IIT Kanpur 6 sierpnia 2002 r. w artykule zatytułowanym PRIMES is in P. Za jego opracowanie autorzy zostali uhonorowani Nagrodą Gödla w 2006 r.
Algorytm ten stwierdza czy dana liczba jest pierwsza, czy złożona w czasie wielomianowym.

## Znaczenie
AKS jest pierwszym opublikowanym algorytmem badającym czy dana liczba jest pierwsza, który jest wielomianowy (szybki), deterministyczny (jednoznaczny) i bezwarunkowy. Oznacza to, że maksymalny czas działania tego algorytmu można opisać funkcją wielomianową z liczby cyfr badanej liczby, pozwalającą udowodnić, że zawsze zwróci on poprawną odpowiedź (a nie tylko z pewnym prawdopodobieństwem), a jego działanie nie opiera się na żadnych nieudowodnionych hipotezach (takich jak np. hipoteza Riemanna).

## Podstawa testu
Przy założeniu, że {\displaystyle n}≥2 jest liczbą całkowitą, {\displaystyle a} jest również liczbą całkowitą względnie pierwszą z {\displaystyle n,} test AKS opiera się na twierdzeniu, że równość:
{\displaystyle (x-a)^{n}\equiv (x^{n}-a)\ (\operatorname {mod} \,n),}
jest prawdziwa wtedy i tylko wtedy, gdy {\displaystyle n} jest liczbą pierwszą. {\displaystyle x} należy rozumieć jako formalny symbol (przestrzeń wielomianów). Równość ta jest uogólnieniem małego twierdzenia Fermata na wielomiany i można ją łatwo udowodnić korzystając z rozwinięcia:
{\displaystyle (x-a)^{n}=\sum _{k=0}^{n}{n \choose k}x^{k}(-a)^{n-k}}
i faktu że:
{\displaystyle {n \choose k}\equiv 0\ (\operatorname {mod} \,n)}
dla wszystkich {\displaystyle 0<k<n,} o ile {\displaystyle n} jest liczbą pierwszą. Sama ta równość jest więc już testem pierwszości, ale jej sprawdzenie wymaga wykładniczego czasu. W teście AKS zamiast rozważać pełną wersję tej równości, sprawdza się ją modulo pewien wielomian {\displaystyle x^{r}-1.} Oczywiście, równość dalej jest spełniana przez liczby pierwsze, ale mogą istnieć liczby złożone, które zaczynają ją spełniać. Kluczem jest więc znalezienie odpowiedniego {\displaystyle r} i niewielkiego zbioru liczb A, tak żeby tylko liczby pierwsze spełniały ją dla wszystkich {\displaystyle a} ze zbioru A.
Algorytm składa się z dwóch części. Pierwsza polega na znalezieniu odpowiedniej liczby pierwszej {\displaystyle r=kq+1,} takiej że:
{\displaystyle P(r-1)=q,} gdzie {\displaystyle P(x)} jest największym dzielnikiem pierwszym {\displaystyle x,}
{\displaystyle q\geqslant 4{\sqrt {r}}\log _{2}n,}
{\displaystyle n^{k}\not \equiv 1\ (\operatorname {mod} \,r).}
W tej części niezbędne jest sprawdzenie, że {\displaystyle n} nie dzieli się przez żadne {\displaystyle p\leqslant r.} Jeśli się dzieli, algorytm kończy działanie pokazując, że {\displaystyle n} jest liczbą złożoną.
W drugiej części przeprowadzana jest odpowiednia liczba testów w pierścieniu ilorazowym wielomianów {\displaystyle \mathbb {Z} _{n}[x]/(x^{r}-1).} Każdy test polega na sprawdzeniu równości dwóch wielomianów:
jeśli
{\displaystyle (x-a)^{n}\equiv (x^{n}-a)\ (\operatorname {mod} \,n,x^{r}-1)}
dla wszystkich dodatnich {\displaystyle a,} takich że:
{\displaystyle a\leqslant 2{\sqrt {r}}\log _{2}n,}
to {\displaystyle n} jest liczbą pierwszą. W każdym innym przypadku jest liczbą złożoną.
Opis algorytmu wymagał uzupełniania o dwa elementy: dowód poprawności oraz ustalenie jego złożoności obliczeniowej. Zostało to zrealizowane przez pokazanie, że odpowiednie {\displaystyle r} zawsze można znaleźć, ustalenie wielkości tego {\displaystyle r} i udowodnienie, że testy przeprowadzone w drugiej części są wystarczające do stwierdzenia pierwszości {\displaystyle n.}
Ponieważ czas działania obu części zależy od wielkości {\displaystyle r,} podanie górnego ograniczenia na {\displaystyle r} wystarczyło do określenia złożoności algorytmu na {\displaystyle \mathrm {O} (\log ^{12+\epsilon }n)}. To górne ograniczenie jest bardzo zgrubne – jeśli prawdziwe jest założenie o rozkładzie liczb pierwszych Sophie Germain, to złożoność algorytmu automatycznie maleje do {\displaystyle \mathrm {O} (\log ^{6+\epsilon }n).}